# گمینا گووانگچ
گمینا گووانگچ (به لهستانی:  Gmina Gołańcz) یک گمینا در لهستان است که در شهرستان وانگروویتس واقع شده‌است. گمینا گووانگچ ۱۹۲٫۱۳ کیلومتر مربع مساحت و ۸٬۳۹۱ نفر جمعیت دارد.